# Beauty and the Beast (soundtrack uit 2017)
Beauty and the Beast: Original Motion Picture Soundtrack is het soundtrackalbum van de film Beauty and the Beast uit 2017. Het album werd uitgebracht op 10 maart 2017 door Walt Disney Records. 
Het album bevat naast de nummers uit de film ook 3 nummers die door Céline Dion, Ariana Grande, John Legend en Josh Groban opnieuw werden ingezongen. 
Naast het gewone album, werd ook een Deluxe Edition uitgebracht, die naast de demo's van de nieuwe nummers ook een tweede disc bevat met de filmmuziek.

## Tracklist
Alle teksten zijn geschreven door Howard Ashman en Tim Rice*, alle muziek is geschreven door Alan Menken.
| 1.                 | Ouverture                                       | Orkest | 03:05 |
| 2.                 | Main Title: Prologue, Pt. 1                     | Hattie Morahan (Vertelster)                                                                                            | 00:42 |
| 3.                 | Aria (*)                                        | Audra McDonald | 01:02 |
| 4.                 | Main Title: Prologue, Pt. 2                     | Hattie Morahan (Vertelster)                                                                                            | 02:21 |
| 5.                 | Belle                                           | Emma Watson, Luke Evans, Josh Gad, Ensemble                                                                            | 05:33 |
| 6.                 | How Does a Moment Last Forever (Music Box) (*)  | Kevin Kline | 01:03 |
| 7.                 | Belle (reprise)                                 | Emma Watson | 01:15 |
| 8.                 | Gaston                                          | Luke Evans, Josh Gad, Ensemble                                                                                         | 04:25 |
| 9.                 | Be our guest                                    | Ewan McGregor, Emma Thompson, Gugu Mbatha-Raw en Ian McKellen                                                          | 04:48 |
| 10.                | Days in the Sun (*)                             | Adam Mitchell, Stanley Tucci, Ewan McGregor, Ian McKellen, Emma Thompson, Emma Watson, Audra McDonald en Clive Rowe    | 02:40 |
| 11.                | Something There                                 | Dan Stevens, Nathan Mack, Emma Watson, Emma Thompson, Ian McKellen, Ewan McGregor en Gugu Mbatha-Raw                   | 02:54 |
| 12.                | How Does a Moment Last Forever (Montmartre) (*) | Emma Watson | 01:55 |
| 13.                | Beauty and the Beast                            | Emma Thompson | 03:19 |
| 14.                | Evermore (*)                                    | Dan Stevens | 03:14 |
| 15.                | The Mob Song                                    | Luke Evans, Josh Gad, Emma Thomson, Ian McKellen, Stanley Tucci, Nathan Mack, Gugu Mbatha-Raw, Ewan McGregor, Ensemble | 02:28 |
| 16.                | Beauty and the Beast (Finale)                   | Audra McDonald, Emma Thompson, Ensemble                                                                                | 02:14 |
| 17.                | How Does a Moment Last Forever (*)              | Céline Dion | 03:37 |
| 18.                | Beauty and the Beast                            | Ariana Grande en John Legend                                                                                           | 03:47 |
| 19.                | Evermore (*)                                    | Josh Groban | 03:09 |
| Totale duur: 53:45 |                                                 | |       |

| 20.                | Aria (Demo)                           | Alan Menken | 00:36 |
| 21.                | How Does a Moment Last Forever (Demo) | Alan Menken | 00:59 |
| 22.                | Days in the Sun (Demo)                | Alan Menken | 03:30 |
| 23.                | How Does a Moment Last Forever (Demo) | Alan Menken | 01:21 |
| 24.                | Evermore (Demo)                       | Alan Menken | 02:55 |
| Totale duur: 63:41 |                                       |             |       |

| 1.                 | Main Title: Prologue (Score)   | 03:01 |
| 2.                 | Belle Meets Gaston (Score)     | 00:54 |
| 3.                 | Your Mother (Score)            | 02:13 |
| 4.                 | The Laverie (Score)            | 01:22 |
| 5.                 | Wolf Chase (Score)             | 03:14 |
| 6.                 | Entering the Castle (Score)    | 01:18 |
| 7.                 | A White Rose (Score)           | 03:57 |
| 8.                 | The Beast (Score)              | 04:03 |
| 9.                 | Meet the Staff (Score)         | 01:00 |
| 10.                | Home (extended mix) (Score)    | 02:04 |
| 11.                | Madame de Garderobe (Score)    | 01:28 |
| 12.                | There's a Beast (Score)        | 02:02 |
| 13.                | A Petal Drops (Score)          | 01:02 |
| 14.                | A Bracing Cup of Tea (Score)   | 02:06 |
| 15.                | The West Wing (Score)          | 02:58 |
| 16.                | Wolves Attack Belle (Score)    | 03:17 |
| 17.                | The Library (Score)            | 03:05 |
| 18.                | Colonnade Chat (Score)         | 02:54 |
| 19.                | The Plague (Score)             | 00:51 |
| 20.                | Maurice Accuses Gaston (Score) | 02:01 |
| 21.                | Beast Takes a Bath (Score)     | 01:21 |
| 22.                | The Dress (Score)              | 01:01 |
| 23.                | You Must Go to Him (Score)     | 02:50 |
| 24.                | Belle Stops the Wagon (Score)  | 02:42 |
| 25.                | Castle Under Attack (Score)    | 04:20 |
| 26.                | Turret Pursuit (Score)         | 02:12 |
| 27.                | You Came Back (Score)          | 05:13 |
| 28.                | Transformations (Score)        | 04:06 |
| Totale duur: 68:35 |                                |       |